# Örnvik
Örnvik is een gehucht binnen de Zweedse gemeente Arjeplog. Het dorpje is gelegen ten noordoosten van Arjeplog en is ook alleen vanuit daar per weg te bereiken. Örnvik bevindt zich aan het eind van een weg die doodloopt op het Scandinavisch Hoogland. In de winter kan men vanuit Örnvik Miekak bereiken. Het gehele jaar door kan men vanuit Örnvik naar het Kungsleden wandelen. Als alternatief kan men gebruikmaken van boot of sneeuwscooter. De autobus vanuit Arjeplog bereikt Örnvik na 2½ uur over 70 kilometer.
Bestuurscentrum: Arjeplog (tätort)
Småort: Laisvall · Slagnäs
Overig: Adolfström · Gautosjö · Hällbacken · Jäkkvik · Kasker · Kurrokvejk · Laisvall by · Luokta-Mavas · Maskaur · Mellanström · Miekak · Örnvik · Racksund · Semisjaur-Njarg · Ståkke · Svaipa · Tjärnberg · Västra Kikkejaur